# Баллистическая таблица
Баллистическая таблица — таблица, содержащая информацию о поправках прицела в соответствии с дистанциями до цели. Используются в артиллерии, пусковых установках систем залпового огня, в снайперском деле и спортивной стрельбе.

## Баллистическая таблица для стрелкового оружия
Таблица содержит как минимум несколько типов данных (содержание колонок таблицы может варьироваться в зависимости от разновидности вида стрельбы) — это дистанция в метрах или ярдах, вертикальная поправка и боковой снос ветром. Часто баллистические таблицы содержат еще и другие данные, например, скорость пули на подлете к соответствующей дистанции, время полета в секундах до соответствующей дистанции и т. д.
Баллистическая таблица составляется конкретно для каждого патрона, а если быть точным, то для системы ствол/патрон, так как пуля от одного и того же патрона, но из стволов разной длины и с разным шагом нарезов летит по-разному.
Также таблица составляется в соответствии с  пристрелкой оружия на определенную дистанцию. При смене дистанции пристрелки оружия в ноль надо менять и всю таблицу.
Учитываются и свойства холодного и горячего стволов. Стрелкам, которым важен первый выстрел, имеет смысл создать таблицы под оба ствола, потому, что они дают разные точки попадания.
Единицей измерения вертикальных поправок в баллистической таблице служит, как правило, угловая минута.
Для перевода угловых минут в щелчки прицела надо лишь знать стоимость щелчка и просто умножить минуты на эту стоимость.
Иногда в баллистических таблицах указываются не поправки, а снижение траектории пули на определенных дистанциях, например в сантиметрах:
Поэтому, если в таблице указаны не минуты, а сантиметры снижения, то здесь для перевода в минуты надо произвести следующее действие:
{\displaystyle M=P/(1M\times D)}
где М — искомая поправка в минутах;
Р — снижение в сантиметрах;
1М — размер одной угловой минуты на 100 метров = 2,9089 см;
D — количество сотен метров до цели.
Или:
{\displaystyle M=P/1M/D},
что одно и то же.
После этого уже знакомым действием минуты переводятся в щелчки барабана.
Единицей же измерения боковых поправок на ветер в баллистической таблице служат сантиметры или дюймы, а не минуты.
Существуют и таблицы на движущиеся мишени. Здесь также вычисляется боковая поправка, только совсем по-другому, нежели на ветер.
Любая баллистическая таблица делается под конкретные погодные условия, ведь температура, влажность, давление и высота над уровнем моря тоже имеют значение. Это, как правило, погодные условия, в которых чаще всего действует стрелок. Но есть такое понятие, как стандартные погодные условия. И если нет специальных погодных условий, то таблица составляется по стандартным: 59°F (температура); 78 % Hum (влажность); 29,53 inches (давление 760 мм рт.стлб); 500 feet (высота)[прояснить].

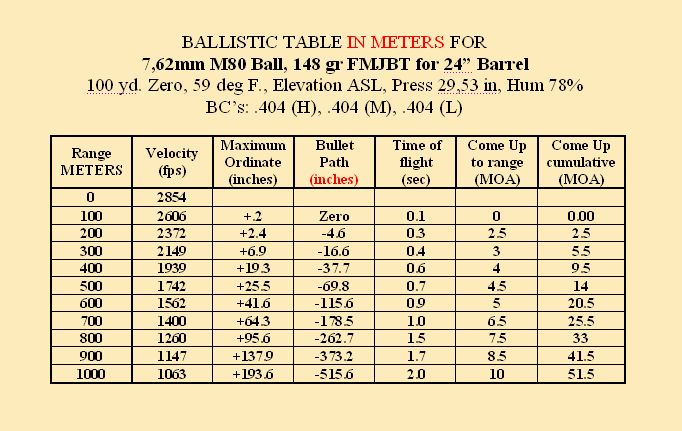
Типичная баллистическая таблица для винтовки, пристрелянной на 100 ярдов с 24-дюймовым стволом, под патрон 7,62 мм с пулей 148 гр.